# Aigremont (Yvelines)
Aigremont és un municipi francès, situat al departament de Yvelines i a la regió de Illa de França. L'any 2007 tenia 1.075 habitants.
Forma part del cantó de Saint-Germain-en-Laye, del districte de Saint-Germain-en-Laye i de la Comunitat d'aglomeració Saint Germain Boucles de Seine.

## Demografia

### Població
El 2007 la població de fet d'Aigremont era de 1.075 persones. Hi havia 371 famílies, de les quals 52 eren unipersonals (28 homes vivint sols i 24 dones vivint soles), 105 parelles sense fills, 190 parelles amb fills i 24 famílies monoparentals amb fills.
La població ha evolucionat segons el següent gràfic:
Habitants censats

### Habitatges
El 2007 hi havia 382 habitatges, 370 eren l'habitatge principal de la família, 1 era una segona residència i 11 estaven desocupats. 356 eren cases i 24 eren apartaments. Dels 370 habitatges principals, 308 estaven ocupats pels seus propietaris, 57 estaven llogats i ocupats pels llogaters i 5 estaven cedits a títol gratuït; 7 tenien una cambra, 13 en tenien dues, 20 en tenien tres, 39 en tenien quatre i 290 en tenien cinc o més. 312 habitatges disposaven pel capbaix d'una plaça de pàrquing. A 107 habitatges hi havia un automòbil i a 253 n'hi havia dos o més.

### Piràmide de població
La piràmide de població per edats i sexe el 2009 era:
| Homes | Edats   | Dones |
| ----- | ------- | ----- |
| 0     | 95 o +  | 0     |
| 0     | 90 a 94 | 4     |
| 0     | 85 a 89 | 0     |
| 0     | 80 a 84 | 0     |
| 16    | 75 a 79 | 8     |
| 20    | 70 a 74 | 16    |
| 24    | 65 a 69 | 16    |
| 40    | 60 a 64 | 36    |
| 60    | 55 a 59 | 44    |
| 28    | 50 a 54 | 48    |
| 20    | 45 a 49 | 40    |
| 32    | 40 a 44 | 36    |
| 24    | 35 a 39 | 20    |
| 8     | 30 a 34 | 12    |
| 24    | 25 a 29 | 8     |
| 24    | 20 a 24 | 24    |
| 24    | 15 a 19 | 40    |
| 48    | 10 a 14 | 16    |
| 28    | 5 a 9   | 32    |
| 4     | 0 a 4   | 20    |

## Economia
El 2007 la població en edat de treballar era de 680 persones, 440 eren actives i 240 eren inactives. De les 440 persones actives 411 estaven ocupades (254 homes i 157 dones) i 29 estaven aturades (9 homes i 20 dones). De les 240 persones inactives 56 estaven jubilades, 90 estaven estudiant i 94 estaven classificades com a «altres inactius».

### Ingressos
El 2009 a Aigremont hi havia 363 unitats fiscals que integraven 1.109 persones, la mediana anual d'ingressos fiscals per persona era de 39.386 €.

### Activitats econòmiques
Dels 32 establiments que hi havia el 2007, 1 era d'una empresa de fabricació de material elèctric, 2 d'empreses de fabricació d'altres productes industrials, 4 d'empreses de construcció, 8 d'empreses de comerç i reparació d'automòbils, 1 d'una empresa de transport, 1 d'una empresa d'informació i comunicació, 1 d'una empresa financera, 2 d'empreses immobiliàries, 10 d'empreses de serveis i 2 d'entitats de l'administració pública.
Dels 3 establiments de servei als particulars que hi havia el 2009, 1 era una lampisteria i 2 empreses de construcció.
L'únic establiment comercial que hi havia el 2009 era una gran superfície de material de bricolatge.
L'any 2000 a Aigremont hi havia 3 explotacions agrícoles.

## Equipaments sanitaris i escolars
El 2009 hi havia una escola elemental.

## Poblacions més properes
El següent diagrama mostra les poblacions més properes.